# Åreakuten
Åreakuten är en svensk dramaserie från 2020. För regin har Richard Jarnhed och Lena Koppel svarat. Manus är skrivet av bland andra Henrik Sylvén och Åsa Anderberg Strollo. Seriens första säsong består av tio avsnitt och den svenska premiären var 28 juni 2020 på Viaplay.

## Handling
Serien utspelar sig i Åre och följer medarbetare vid räddningstjänsten, polisen och hälsocentralen, och deras utmaningar på jobbet och deras relationer utanför jobbet.

## Rollista (i urval)
- Karin Bengtsson - Åsa Lindström
- Tiril Eeg-Henriksen - Sofia Björkhaug
- Göran Gillinger - Tomas Sundberg
- Nadja Halid - Zara Dawit
- Mårten Svedberg - Markus Skoglund
- Isa Aouifia - Yosef Lippman